# Káto Yerakaríon
Káto Yerakaríon (Kato Gerakari) är en ort i Grekland.   Den ligger i prefekturen Nomós Zakýnthou och regionen Joniska öarna, i den sydvästra delen av landet, 260 km väster om huvudstaden Aten. Káto Yerakaríon ligger 51 meter över havet och antalet invånare är 347. Den ligger på ön Zakynthos.
Terrängen runt Káto Yerakaríon är platt åt nordost, men åt sydväst är den kuperad. Havet är nära Káto Yerakaríon åt nordost.Runt Káto Yerakaríon är det ganska tätbefolkat, med 78 invånare per kvadratkilometer. Närmaste större samhälle är Zákynthos, 8,3 km öster om Káto Yerakaríon. Trakten runt Káto Yerakaríon består till största delen av jordbruksmark.